# Richard Patrick
Richard Patrick, född Richard Michael Patrick 10 maj 1968, i Needham, Massachusetts, är en amerikansk musiker. Han är frontman i alternativ rock-gruppen Filter, en av grundarna av supergruppen Army of Anyone och har varit livegitarrist i Nine Inch Nails.

## Nine Inch Nails
Patrick var livegitarrist i Nine Inch Nails i två och ett halvt år och kan ses i videorna till låtarna "Down In It", "Head Like a Hole", "Wish", och "Gave Up." Han valde att lämna bandet 1993 under inspelningen av The Downward Spiral.

## Filter
Efter att Richard lämnat Nine Inch Nails bildade han Filter tillsammans med Brian Liesegang. Liesegang lämnade bandet efter deras första album, 1995 års Short Bus. Fyra år senare 1999, släppte Patrick med hjälp av gitarristen Geno Lenardo Filters andra album Title of Record.
Filters tredje album, The Amalgamut, släpptes 2002.
Efter en 5-årig paus meddelade Richard Patrick att Filter skulle släppa en ny skiva 2008, Anthems for the Damned. Några av de människor som Patrick samarbetade med på den nya skivan var Josh Freese (A Perfect Circle, Nine Inch Nails), Wes Borland (Black Light Burns, Limp Bizkit), och John 5 (Marilyn Manson, Rob Zombie). Albumet släpptes 13 maj 2008.

## Army of Anyone
Army of Anyone bildade Richard Patrick 2005 tillsammans med Dean DeLeo och Robert DeLeo från Stone Temple Pilots
De släppte sitt första, självbetitlade, och hittills enda album den 14 november 2006.

## Privatliv
Richard Patrick och hans fru Tina Johnson har en dotter, Sloan Patrick, född 23 februari 2008, och en son, Ridley Patrick, född 2 september 2009.
Richard har en äldre bror, skådespelaren Robert Patrick, som är mest känd för sin roll i Terminator 2.